# Eau d’Olle
Die Eau d’Olle ist ein Gebirgsfluss in Frankreich, der in der Region Auvergne-Rhône-Alpes verläuft. Sie entspringt unter dem Namen Ruisseau de Longue Combe an der Gemeindegrenze von Saint-Colomban-des-Villards und Saint-Sorlin-d’Arves. Ihre Quelle liegt an der Südseite des Col de Bellard (2233 m). Sie entwässert durch das Hochtal zwischen den Bergmassiven Belledonne und Grandes Rousses generell in südwestlicher Richtung und mündet nach rund 29 Kilometern im nördlichen Gemeindegebiet von Le Bourg-d’Oisans, nahe der Grenze zur Nachbargemeinde Allemond als rechter Nebenfluss in den Romanche. Auf ihrem Weg durchquert die Eau d’Olle die Départements Savoie und Isère.

## Orte am Fluss
- Chalets d’Olle, Gemeinde Saint-Sorlin-d’Arves
- Le Plan du Suet, Gemeinde Saint-Colomban-des-Villards
- Le Rivier d’Allemont, Gemeinde Allemond
- Le Verney, Gemeinde Vaujany
- Oz
- Allemond